# Muara Huta Raja
Muara Huta Raja is een bestuurslaag in het regentschap Tapanuli Selatan van de provincie Noord-Sumatra, Indonesië. Muara Huta Raja telt 840 inwoners (volkstelling 2010).